# Roeien op de Olympische Zomerspelen 1928

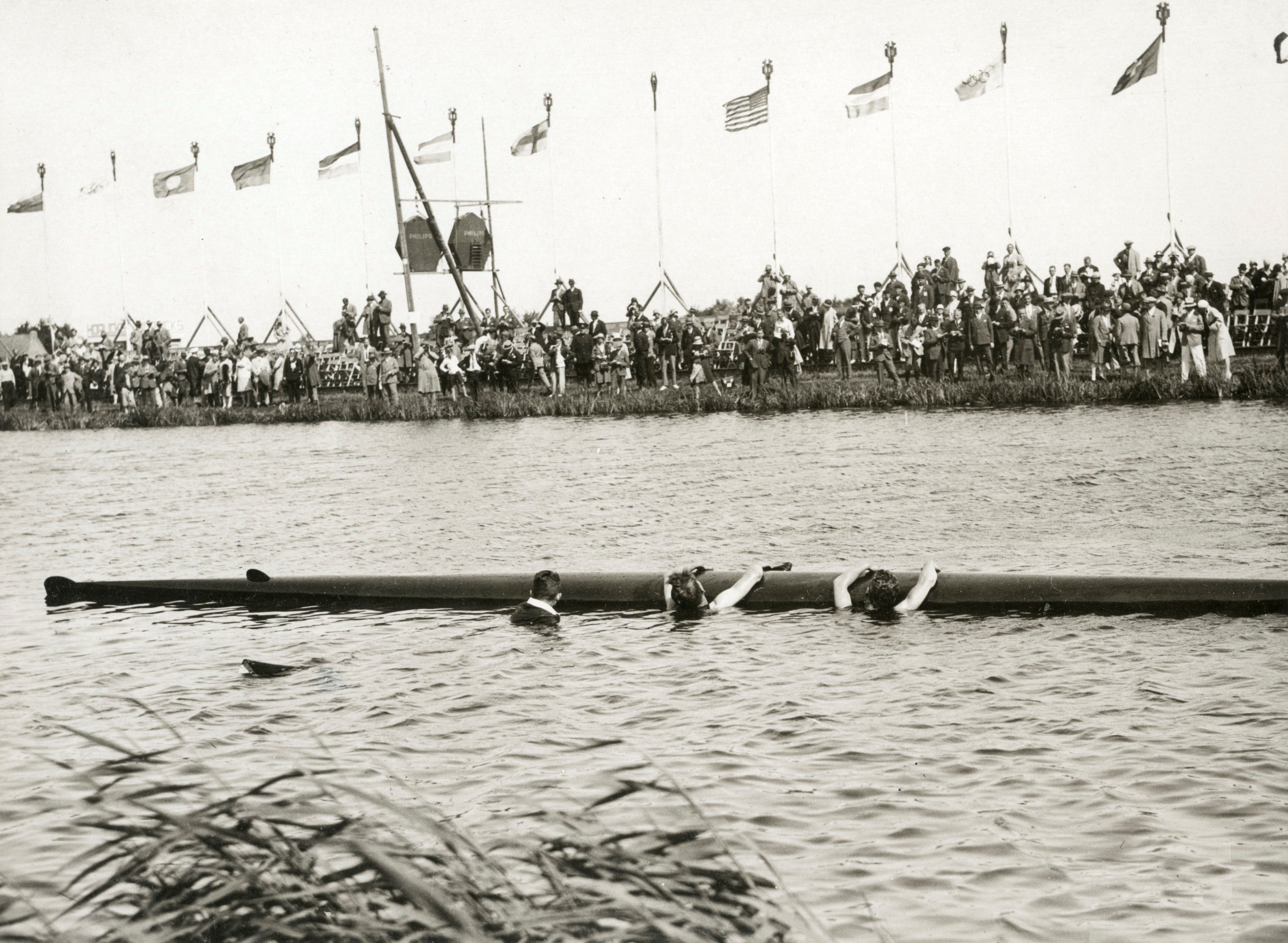
De boot van de Nederlandse twee-met-stuurman met Cornelis Dusseldorp, Tjapko van Bergen en Hendrik Smits sloeg om tijdens de wedstrijd tegen België.

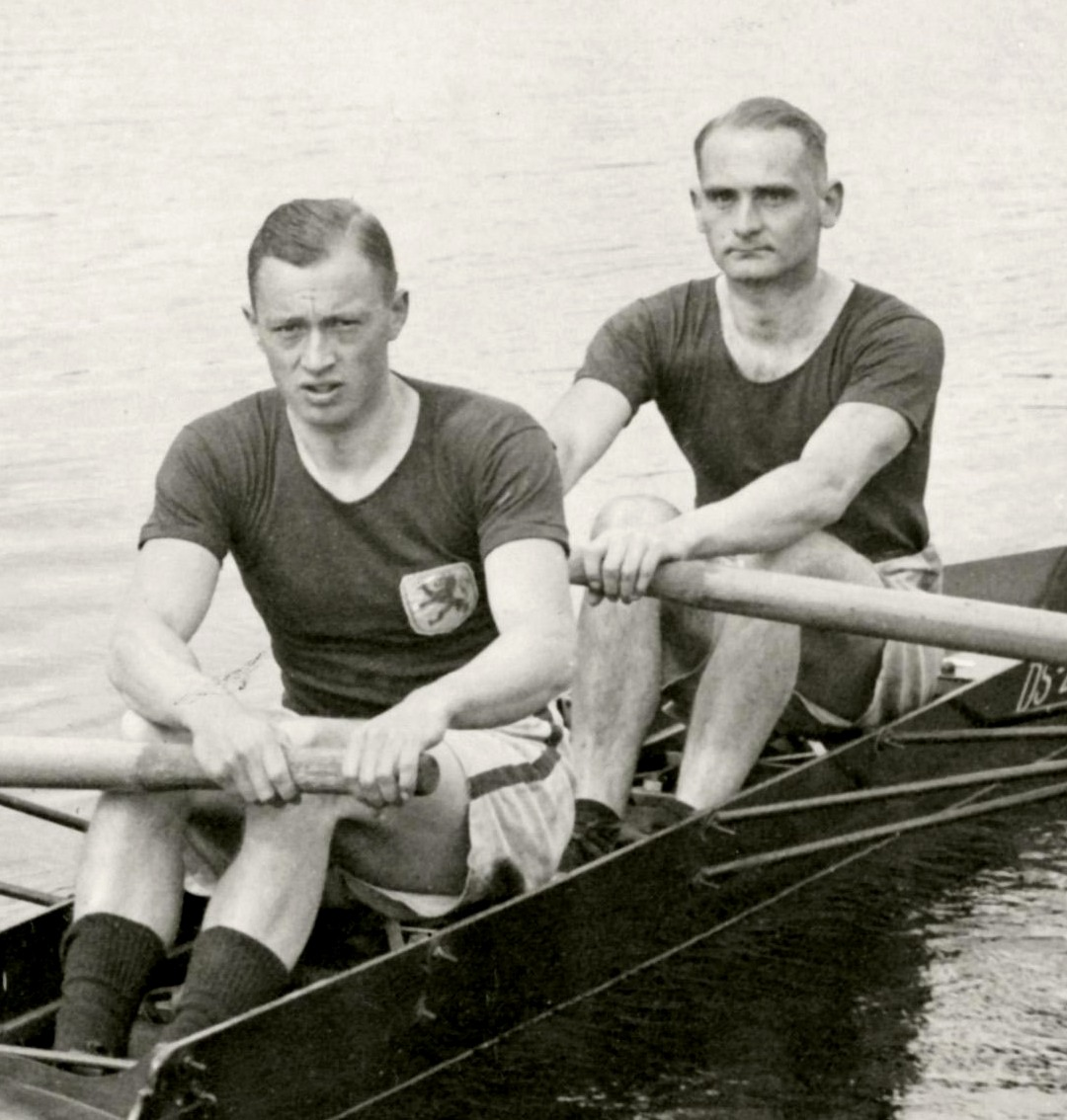
Nederlandse twee-zonder-stuurman: Hein van Suylekom en Carel van Wankum

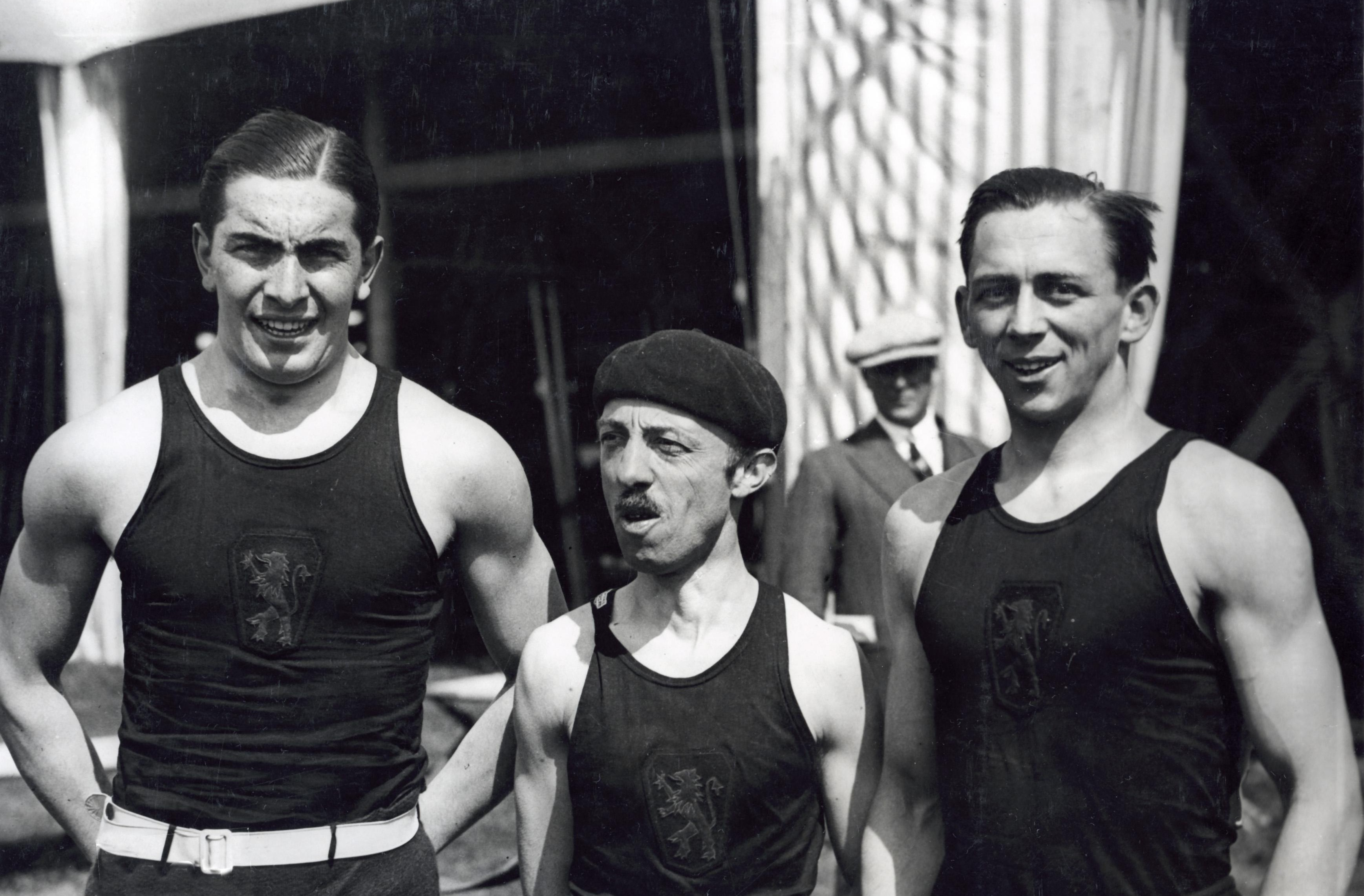
Belgische twee-met-stuurman: Franz de Coninck, Georges Anthony en Léon Flament

Roeien is een van de sporten die beoefend werden tijdens de Olympische Zomerspelen 1928 in Amsterdam. De wedstrijden werden gehouden op de ringvaart van de Haarlemmermeer ter hoogte van Sloten.
Er is pas in 1934 begonnen met het aanleggen van de Bosbaan, dichtbij de plaats waar in 1928 het roeien op de Olympische Zomerspelen van 1928 was georganiseerd.

## Heren

### skiff
| rang   | sporter           | land | tijd   |
| ------ | ----------------- | ---- | ------ |
| Goud   | Henry Pearce      | AUS  | 7:11.0 |
| Zilver | Kenneth Myers     | USA  | 7:20.8 |
| Brons  | David Collet      | GBR  | 7:19.8 |
| 4      | Bert Gunther      | NED  | 7:31.6 |
| 5      | Joseph Wright     | CAN  |        |
| 6      | Josef Straka      | TCH  |        |
| 7      | Edouard Candeveau | SUI  |        |
| 8      | Victor Saurin     | FRA  |        |

### dubbel-twee
| rang   | sporters                        | land | tijd    |
| ------ | ------------------------------- | ---- | ------- |
| Goud   | Paul Costello Charles McIlvaine | USA  | 6:41.4` |
| Zilver | Joseph Wright Jack Guest        | CAN  | 6:51.0  |
| Brons  | Leo Losert Viktor Flessl        | AUT  | 6:48.8  |
| 4      | Horst Hoeck Gerhard Voigt       | GER  | 6:48.2  |
| 5      | Han Cox Constant Pieterse       | NED  | 6:52.8  |
| 6      | Rudolf Bosshard Maurice Rieder  | SUI  | 6:53.4  |

### twee-zonder-stuurman
| rang   | sporters                           | land | tijd   |
| ------ | ---------------------------------- | ---- | ------ |
| Goud   | Bruno Müller Kurt Moeschter        | GER  | 7:06.4 |
| Zilver | Terence O'Brien Robert Nisbet      | GBR  | 7:08.8 |
| Brons  | Paul McDowell John Schmitt         | USA  | 7:20.4 |
| 4      | Romeo Sisti Nino Bolzoni           | ITA  | 7:24.4 |
| 5      | Alois Reinhard Wilhelm Müller      | SUI  | 7:29.1 |
| 6      | Carel van Wankum Hein van Suylekom | NED  | 7:30.2 |

### twee-met-stuurman
| rang   | sporters                                                 | land | tijd   |
| ------ | -------------------------------------------------------- | ---- | ------ |
| Goud   | Hans Schöchlin Karl Schöchlin Hans Bourquin (stuurman)   | SUI  | 7:42.6 |
| Zilver | Armand Marcelle Edouard Marcelle Henri Préaux (stuurman) | FRA  | 7:48.4 |
| Brons  | Léon Flament Franz de Coninck Georges Anthony (stuurman) | BEL  | 7:59.4 |

### vier-zonder-stuurman
| rang   | sporters                                                      | land | tijd   |
| ------ | ------------------------------------------------------------- | ---- | ------ |
| Goud   | John Lander Michael Warriner Richard Beesly Edward Bevan      | GBR  | 6:36.0 |
| Zilver | Charles Karle Bill Miller George HealIs Ernest Bayer          | USA  | 6:37.0 |
| Brons  | Cesare Rossi Pietro Freschi Umberto Bonade Paolo Gennari      | ITA  | 6:31.6 |
| 4      | Henry Zänker Wolfgang Goedecke Günther Roll Werner Zschiesche | GER  |        |

### vier-met-stuurman
| rang   | sporters                                                                                            | land | tijd   |
| ------ | --------------------------------------------------------------------------------------------------- | ---- | ------ |
| Goud   | Valerio Perentin Giliante D'Este Nicolò Vittori Giovanni Delise Renato Petronio (stuurman)          | ITA  | 6:47.6 |
| Zilver | Ernst Haas Joseph Meyer Otto Bucher Karl Schwegler Fritz Bösch (stuurman)                           | SUI  | 7:03.4 |
| Brons  | Franciszek Bronikowski Edmund Jankowski Leon Birkholc Bernard Ormanowski Bolesław Drewek (stuurman) | POL  | 7:12.8 |
| 4      | Karl Golzo Hans Nickel Karl Hoffmann Werner Kleine Alfred Krohn (stuurman)                          | GER  | 7:26.4 |
| 5      | Maurice Delplanck Théo Wambeke Alphonse Dewette Charles van Son Jean Bauwens (stuurman)             | BEL  | 7:30.2 |

### acht
| rang   | sporters | land | tijd   |
| ------ | --- | ---- | ------ |
| Goud   | Marvin Stalder John Brinck Francis Frederick William Thompson William Dally James Workman Hubert Caldwell Peter Donlon Donald Blessing (stuurman)                     | USA  | 6:03.2 |
| Zilver | James Hamilton Guy Oliver Nickalls John Badcock Donald Gollan Harold Lane Gordon Killick Jack Beresford Harold West Arthur Sulley (stuurman)                          | GBR  | 6:05.6 |
| Brons  | Frederick Hedges Frank Fiddes John Hand Herbert Richardson Jack Murdock Athol Meech Edgar Norris William Ross John Donnelly (stuurman)                                | CAN  |        |
| 4      | Otto Gordziałkowski Stanisław Urban Andrzej Sołtan Marian Wodziański Janusz Ślązak Wacław Michalski Józef Laszewski Henryk Niezabitowski Jerzy Skolimowski (stuurman) | POL  |        |
| 5      | Karl Aletter Ernst Gaber Willi Reichert Ervin Hoffstaeter Hermann Herbold Gustav Maier Robert Huber Hans Maier Fritz Bauer (stuurman)                                 | GER  |        |
| 6      | Medardo Lamberti Arturo Moroni Vittore Stocchi Guglielmo Carubbi Amilcare Canevari Medardo Galli Giulio Lamberti Benedetto Borella Angelo Polledri (stuurman)         | ITA  |        |

## Medaillespiegel
| rang   | land             | goud | zilver | brons | totaal |
| ------ | ---------------- | ---- | ------ | ----- | ------ |
| 1      | Verenigde Staten | 2    | 2      | 1     | 5      |
| 2      | Groot-Brittannië | 1    | 2      | 1     | 4      |
| 3      | Zwitserland      | 1    | 1      | 0     | 2      |
| 4      | Italië           | 1    | 0      | 1     | 2      |
| 5      | Australië        | 1    | 0      | 0     | 1      |
| 5      | Duitsland        | 1    | 0      | 0     | 1      |
| 7      | Canada           | 0    | 1      | 1     | 2      |
| 8      | Frankrijk        | 0    | 1      | 0     | 1      |
| 9      | Oostenrijk       | 0    | 0      | 1     | 1      |
| 9      | België           | 0    | 0      | 1     | 1      |
| 9      | Polen            | 0    | 0      | 1     | 1      |
| totaal | totaal           | 7    | 7      | 7     | 21     |